# AMT Coffee
AMT Coffee è una catena britannica di caffetterie principalmente situate nelle stazioni ferroviarie. Fu fondata nel 1992 da Alistair McCallum Toppin e i suoi due fratelli Angus e Alan. Il primo negozio ha aperto nel centro di Oxford.

## Diffusione
AMT Coffee ha 68 bar nel Regno Unito ed Europa occidentale (aggiornato novembre 2010).
- Stazioni UK 37
- Aeroporti UK 8
- Ospedali UK 5
- Altro UK 9
- Stazioni Eire 3
- Stazioni Belgio 4
- Stazioni Germania 2